# 甘博阿山

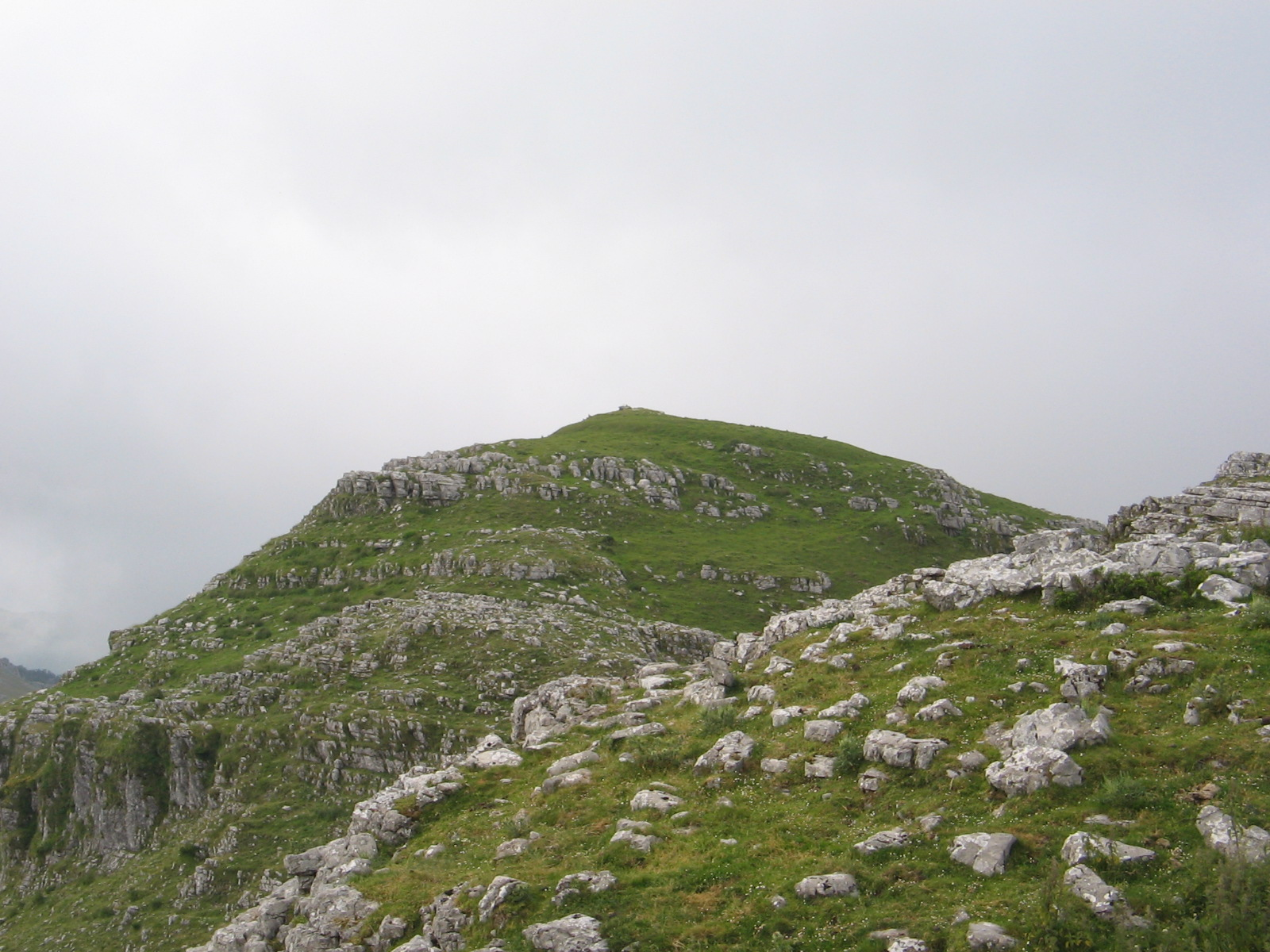

甘博阿山（Ganboa），是西班牙的山峰，位於該國北部巴斯克自治區，處於吉普斯夸省，屬於巴斯克山脈中阿拉拉爾山脈的一部分，海拔高度1,412米。